# Medal Letnich Igrzysk Olimpijskich 1896

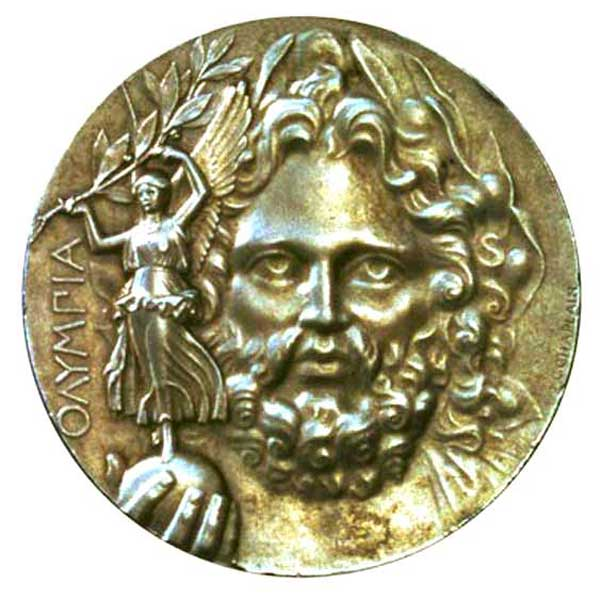
Awers

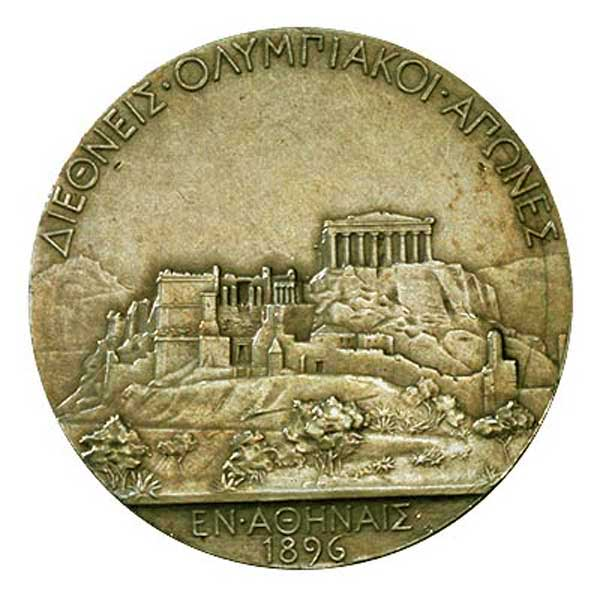
Rewers

Medal Letnich Igrzysk Olimpijskich 1896 – medal olimpijski zaprojektowany przez francuskiego rzeźbiarza, rytownika i medaliera Jules’a Chaplaina na pierwsze nowożytne Letnie Igrzyska Olimpijskie 1896 w Atenach.
Medale otrzymywali zdobywcy pierwszych dwóch miejsc w każdej dyscyplinie. Zawodnik który zajął pierwsze miejsce w swojej dyscyplinie otrzymywał medal wykonany ze srebra, gałązkę oliwną i dyplom. Zawodnik który zajął drugie miejsce w swojej dyscyplinie otrzymywał medal wykonany z miedzi, gałązkę wawrzynu i dyplom (medali za trzecie miejsce wówczas nie przyznawano).
Oba medale o średnicy 48 milimetrów wybito w mennicy Monnaie de Paris w Paryżu.

## Wygląd medalu
Awers medalu przedstawia głowę Zeusa trzymającego w prawej dłoni glob na którym stoi Nike ze skrzydłami i gałązką oliwną w dłoniach. Z lewej strony napis w języku greckim „Olimpia”.
Rewers medalu przedstawia Akropol z napisem w języku greckim (u góry) „Międzynarodowe Igrzyska Olimpijskie” (na dole) „w Atenach w 1896”.